# Жолт Лімпергер
Жолт Лімпергер (угор. Limperger Zsolt, *13 вересня 1968, Папа, Угорщина) — колишній угорський футболіст, захисник.
Виступав у захисті «Ференцвароша» й іспанських клубів «Реал» (Бургос), «Сельта» (Віго) та «Мальорка».
Лімпергер захищав кольори національної збірної  Угорщини з 1989 по 1998 рік. Всього провів 22 матчі, 1 гол.